# Hratxià Atxarian
Hratxià Atxarian (armeni: Հրաչեայ Աճառեան (ortografia clàssica) Hračʿeay Ačaṙean; Հրաչյա Աճառյան (ortografia reformada) Hračʿya Ačaṙyan; 8 de març de 1876 - 16 d'abril de 1953) va ser un lingüista, etimologista, filòleg i profesor armeni, acadèmic de l'Acadèmia Armènia de Ciències i membre de l'Associació Lingüística Francesa i de l'Institut d'Estudis Orientals de Txecoslovàquia.
Va estudiar a la Universitat de París amb Antoine Meillet i a la Universitat d'Estrasburg. Acharian va treballar com a docent al Seminari teològic Gevorkian d'Ejmiatsin, a Shusha i Teheran. Un supervivent del genocidi armeni, va arribar a Yerevan, el 1923, per ensenyar llengües estrangeres, gramàtica comparativa, i la història de la llengua armènia a la Universitat Estatal de Yerevan, on va ocupar una càtedra. És autor de més de 200 publicacions científiques al camp de l'armenologia, la llengua armènia i les llengües d'Àsia.
L'Institut Estatal de Lingüística d'Armènia porta el seu nom.

## Biografia
Acharian va néixer el 8 de març de 1896 al districte de Samatya de Constantinoble, Imperi Otomà. El seu pare era un sabater.
Quan Acharian encara no tenia un any d'edat, va tenir un accident. Un dia clar i assolellat la seva mare el va agafar i el va portar al parc. El nen va mirar el sol, i de sobte va esclatar a plorar. La seva mare el va portar immediatament a casa, en pànic. El nen va plorar tota la nit i l'endemà no podia obrir els ulls. Els doctors van fer molts esforços però va quedar cec del seu ull esquerre per a la resta de la seva vida. Això no el va frenar per esdevenir un acadèmic famós i l'autor de dotzenes d'estudis amb molts volums.
El petit Hrachia no havia complert encara el 8 anys quan el seu pare el va portar a l'escola armènia, on va revelar les seves habilitats lingüístiques: el nen va estudiar l'armeni, el francès i el turc, i en dos anys va poder completar tota l'escola primària. A l'edat de 9 anys va assistir a l'escola Sahakian i després de 4 anys es va graduar amb honors. Després de l'escola Sahakian, Acharian va estudiar a l'escola Getronagan, seguit d'anys d'estudi a la Sorbona i la Universitat d'Estrasburg, on va estudiar llengües modernes i va fer-se famós per la seva investigació excepcional en el camp de l'armenologia.

### Carrera i vida personal
Després d'educar-se molts anys, Hrachia Acharian va treballar com a docent a Ejmiatsin, i més tard a Shusha, on va conèixer el seu futur amor, la bella Arusyak. Es van estimar molt, i ni la Primera Guerra Mundial, ni el genocidi armeni, ni els anys d'exili van ser capaços de separar Hrachia i Arusyak. Junt amb uns altres 600 armenis van escapar miraculosament a la massacre de Şamaxı, després de la qual Arusyak es va mudar a Tabriz. Sent el 1923 ja un reconegut educador i científic, va rebre una invitació de les autoritats de la República Socialista Soviètica d'Armènia per residir junt amb la seva esposa a Yerevan, per ensenyar a la Universitat Estatal de Yerevan. Pels següents 30 anys aquesta universitat seria com una llar per a Atxarian.
Va sobreviure una de les seves cartes, escrita el 1924, per un parent persa de la seva esposa, en la qual Acharian escriu que està molt content amb la seva vida. El 1925 Acharian escriu a la mateixa persona reportant la mort de la seva esposa Arusyak. Després de la desaparició de la seva esposa Acharian va canviar dramàticament, cosa que va amoïnar molt els seus amics. El van aconsellar de tornar-se a casar, però al principi el sexagenari Acharian no va voler sentir a parlar d'això. Tot i així, després d'un temps, es va casar amb una de les seves alumnes, Sofiko, que jugaria un rol important en la resta de la seva vida.

### Arrest
El 1937, durant la Gran Purga, molt intel·lectuals prominents a través del país que es van considerar «nacionalistes», «enemics de la nació» i «espies» van ser arrestats, afusellats i exiliats. Hrachia Acharian va ser un dels afectats. El 18 de setembre de 1937 un tinent jove de la KGB va prendre la decisió d'arretar en Hrachia Acharian. El professor va ser acusat de ser un resident anglès a la República Socialista Soviètica de l'Azerbaidjan i un espai operant a la universitat com a part d'un grup de professors contra-revolucionaris. Acharian va ser arrestat tres cops per a interrogacions i va ser copejat, assegurant una confessió de «culpa» i fent-lo signar un cas fictici, per ser alliberat als pocs dies. Mogut per la desesperació i sota la pressió de la tortura, va accedir a signar una declaració copiada per l'instructor de la causa dirigida al cap de la NKVD reconeixent totes les acusacions. Li van confiscar la seva màquina d'escriure i tots els seus manuscrits, i es van segellar totes les portes i habitacions del seu apartament. Acharian, la seva esposa i la seva assistent domèstica Pauline van ser permesos a romandre a la cuina. Al saló hi havia tots els manuscrits d'Acharian. Sophiko i Pauline van pensar en com salvar els treballes inestimables d'Acharian. Van decidir fer una finestra minúscula entre la cuina i el saló, per la qual va passar Sophiko i va recuperar part dels manuscrits. Amb l'ajuda de la seva mare i el seu germà, Sophiko va aconseguir que els materials es poguessin posar a una capsa d'acer i s'enterressin sota un arbre al jardí Nor Butaniya. L'arbre no va ser regat els anys 1937-1939 per intentar no perjudicar els papers.
Més tard es van saber més detalls sobre com l'instructor Kirakosov va poder arrencar el testimoni auto-inculpatori d'Acharian. Quan l'interrogador va acusar Acharian de ser un espia alemany, francès, anglès i turc, li va contestar: «Si hi ha persones tan estúpides per pensar que un científic, un lingüista armeni, pot ser un espia, i si aquesta mentida us serveix per a la vostra carrera, jo signaré la confessió. Però que el professor armeni Acharian sigui un espia turc, això és completament un insult indignant sense precedents i un disbarat, i encara que em trenquéssiu en bocins, no reconeixeria aquesta calúmnia, i estic segur que qualsevol armeni que no hagi perdut la seva dignitat us diria el mateix!». Després d'aquestes paraules l'instructor va copejar al feble i indefens ancià a la cara, i Acharian li va respondre amb menyspreu: «Si, això és un gran heroisme per part d'un home fort i jove pegar a un vell malalt!».
Al subsegüent interrogatori, l'interrogador va continuar torturant Acharian fins a aconseguir la seva confessió, inculpant-se d'haver espiat a Bakú a l'agost i setembre de 1915, i de fer apologia nacionalista i anglòfila a la universitat. Va ser sentenciat a sis anys de presó. Després de dos anys a la presó, el 19 de desembre de 1939 va ser alliberat en revisar les acusacions i trobar que no hi havia proves, i va recuperar la seva posició i els seus drets, retornant a la universitat.
D'acord amb la seva filla Knarik, Acharian era una persona profundament religiosa que pregava diverses vegades cada dia.

### Mort

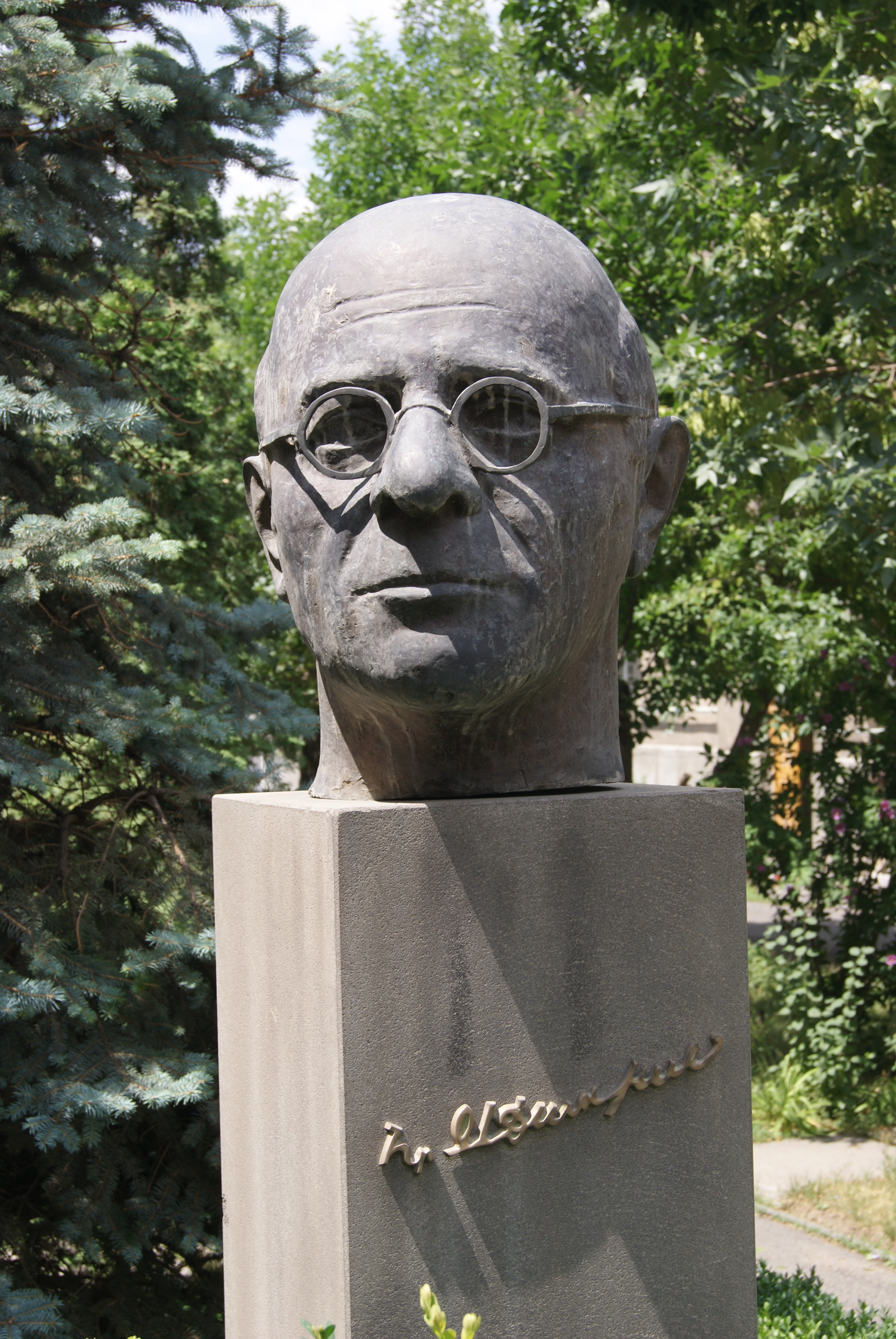
Bust d'Atxarian a Yerevan

Acharian va morir el 16 d'abril de 1953. Aquest dia que va anar a l'òpera amb la seva dona i filla, i va tenir un dolor al pit. Un cop retornats a casa seva, el van trobar sense coneixement a la seva cadira, amb un mocador amb tres nusos a la seva mà, que fan servir els armenis per pregar.

## Obres
- Թուրքերէնէ փոխառեալ բառերը Պօլսի հայ ժողովրդական լեզուին մէջ համեմատութեամբ Վանի, Ղարաբաղի եւ Նոր-Նախիջեւանի բարբառներուն (Prèstec del turc a la llengua col·loquial de Constantinoble en comparació amb els dialetex de Van, Karabagh i Nor-Nackhichevan), Moscú-Vagharshapat, 1902.
- Dialecte Homshetsi, 1907
- Atxarian, Hratxià. Classification des dialectes arméniens (Classificació de dialectes armenis) ( PDF) (en francès).  París: Librairie Honore Champion, 1909 [Consulta: juliol 2012].
- Հայ Բարբառագիտութիւն (Dialectologia armènia), Moscú i Nova Nakhichevan, 1911.
- Հայերէն Գաւառական Բառարան (Diccionari dialectal de l'armeni), Tiblissi, 1913.
- Տաճկահայոց հարցի պատմությունը, La història dels armenis turcs (des de l'inici fins al 1915), 1915, Nor Nakhichevan
- Dialecte Nor-Nakhijevan, 1925
- Dialecte Maragha, 1926
- Հայերէն Արմատական Բառարան (Diccionari d'arrels armènies, 5.062 arrels de paraules, segona edició: Yerevan 1971). L'estudi definitiu sobre la història i els orígens dels arrels de les paraules de l'armeni. Inclou també explicacions de cada arrel de paraula com s'usa avui en dia.
  - Primera publicació en 7 volums: 1926-1935
- Հայոց անձնանունների բառարան (Hayots andznanunneri baṛaran / Diccionari de noms armenis), Ereven, Vol. 1-5, 1942-1962.
- Gramàtica completa de la llengua armènia en comparació amb 562 llengües, vol. 1-6, 1952-1971.
- Dialecte Agulis, 1936
- Dialecte de Constantinoble, 1940
- Lexicologia armènia, 1941